# Massacro della moschea di Ibrahim al-Maqadma
Il massacro della moschea di Ibrahim al-Maqadma o attacco della moschea Ibrahim al-Maqadma del 2009 si è verificato il 3 gennaio 2009, come parte dell'operazione Piombo fuso del 2008-2009, quando le Forze Aeree Israeliane hanno lanciato un missile contro Moschea di Ibrahim al-Maqadma a Beit Lahia, nella Striscia di Gaza, durante le preghiere serali (Ṣalāt al-maghrib). Testimoni hanno detto che più di 200 palestinesi stavano pregando all'interno dell'edificio in quel momento. Almeno 16 persone, tra cui sei bambini, furono uccise e più di 60 civili furono feriti. La moschea è situata nella città di Beit Lahiya, nella Striscia di Gaza, e prende il nome dal fondatore di Hamas Ibrahim al-Makadmeh, ucciso dagli Israeliani nel 2004.

## Indagini
In precedenza, Israele aveva accusato Hamas di usare le moschee per nascondere armi e munizioni. Il portavoce delle forze di difesa israeliane (IDF) pubblicò dei video che mostravano esplosioni secondarie avvenute dopo che erano state prese di mira le moschee con missili, sostenendo che erano state causate dalle armi e dalle munizioni nascoste al loro interno. Nel luglio 2009, il Ministero degli affari esteri di Israele pubblicò un rapporto nel quale si affermava che "l'inchiesta delle IDF ha rivelato che la moschea non era stata attaccata affatto". Il rapporto affermava anche che "le persone segnalate come uccise in questo incidente sono state di fatto uccise in altri incidenti che non hanno coinvolto la moschea. Inoltre, i presunti "civili" vittime dell'attacco erano in realtà agenti di Hamas uccisi mentre combattevano contro le IDF". È stato anche notato che le regole di ingaggio delle IDF "vietano espressamente gli attacchi diretti contro luoghi sacri, a meno che non siano usati per scopi militari".
Il rapporto della Missione conoscitiva delle Nazioni Unite sul conflitto di Gaza (noto anche come rapporto Goldstone dal nome del giudice sudafricano Richard J. Goldstone) afferma che gli israeliani avevano intenzionalmente bombardato la moschea di al-Maqadmah alla periferia di Jabilyah quando tra 200 e 300 persone aveva partecipato alla preghiera serale, provocando 15 morti. Goldstone affermò: "Supponendo che le armi fossero immagazzinate nella moschea, non sarebbe stato un crimine di guerra bombardarla di notte... Lo sarebbe stato se il bombardamento fosse avvenuto il giorno in cui 350 persone pregano". Il giudice Goldstone fece riferimento all'incidente come a un caso in cui non vi era altra possibile interpretazione dell'accaduto se non come un deliberato attacco contro i civili. Il rapporto concluse che la moschea di al-Maqadma fu colpita durante le preghiere serali da un missile israeliano, che uccise almeno 15 persone e ne ferì altre 40. Nel rapporto fu osservato che non vi erano prove che la moschea fosse stata usata per immagazzinare armi o che fosse usata da militanti palestinesi in quel momento. Il rapporto descrisse inoltre la risposta del governo israeliano, che negava l'attacco alla moschea, come "insoddisfacente e palesemente falsa". Il ricercatore del Jerusalem Center for Public Affairs (JCPA) colonnello Halevi ha affermato che nel corso dell'inchiesta la commissione non ha preso in considerazione altre possibilità, come quella di un attacco di droni rivolto a un gruppo di militanti nelle vicinanze. Ha anche affermato che "[un] esame delle fonti palestinesi liberamente accessibili mostra che le vittime in questo incidente erano agenti terroristici", specificando 7 dei 15 morti. Secondo le dichiarazioni dei testimoni, tra le 200 e le 300 persone stavano pregando nella moschea quando è avvenuto l'attacco. L'indagine del gruppo del giudice Goldstone rivelò prove di danni significativi da schegge all'interno della moschea. Il rapporto affermò anche che nel giorno dell'attacco la moschea aveva combinato inaspettatamente le preghiere del tramonto e della sera, e fu ritenuto possibile che questo dettaglio non fosse noto all'IDF al momento dell'attacco, aggiunse Halevi.
Secondo un rapporto del 2010 del Ministero degli affari esteri israeliano, a seguito delle indagini condotte da Israele sulle accuse di cattiva condotta e violazioni della Legge sui conflitti armati da parte delle forze di difesa israeliane, "un ufficiale dell'IDF è stato severamente rimproverato e altri due ufficiali sono stati sanzionati per non aver esercitato un giudizio appropriato durante un incidente che ha provocato vittime civili nella moschea di Al-Maqadmah".